# Оплитна
Оплитна (укр. Оплітна) — село в Жолковской городской общине Львовского района Львовской области Украины.
Население по переписи 2001 года составляло 78 человек. Занимает площадь 0,760 км². Почтовый индекс — 80344. Телефонный код — 3252.